# Stictonectes samai
Stictonectes samai là một loài bọ cánh cứng trong họ Bọ nước. Loài này được Schizzerotto miêu tả khoa học năm 1988.